# Preguiça-gigante
As preguiças-gigantes ou preguiças-terrícolas são um grupo de mamíferos pré-históricos que habitaram as Américas. Cientificamente são classificados dentro da superordem Xenarthra e relacionados com as preguiças atuais, que são arborícolas.
O grupo é constituído por seis famílias e 88 géneros, todos extintos. As preguiças-gigantes surgiram no Oligocénico e extinguiram-se há cerca de 10 000 anos atrás. Há evidências de que uma pequena população tenha sobrevivido nas ilhas de Hispaniola e Cuba até cerca de 1500 a.C.
Apesar do nome, nem todos os membros do grupo das preguiças-gigantes eram de grandes dimensões. O registo fóssil indica que as primeiras formas a surgir eram relativamente pequenas, de tamanho comparável às preguiças atuais, sendo a evolução para o gigantismo progressiva. No fim do Pliocénico, início do Plistocénico, esta tendência inverteu-se no sentido da redução de tamanho talvez por pressões ecológicos. Nas Caraíbas, muitas espécies tornaram-se variáveis anãs, numa adaptação a ambiente insular e condições tropicais também observada, por exemplo, em proboscídeos (Stegodon) ou hominídeos (Homo floresiensis).
As preguiças-gigantes surgiram no Oligocénico, na região da atual Patagónia, e desenvolveram-se na América do Sul. Com o estabelecimento do istmo do Panamá, as preguiças migraram para Norte, chegando ao atual estado do Yukon, no Canadá. 

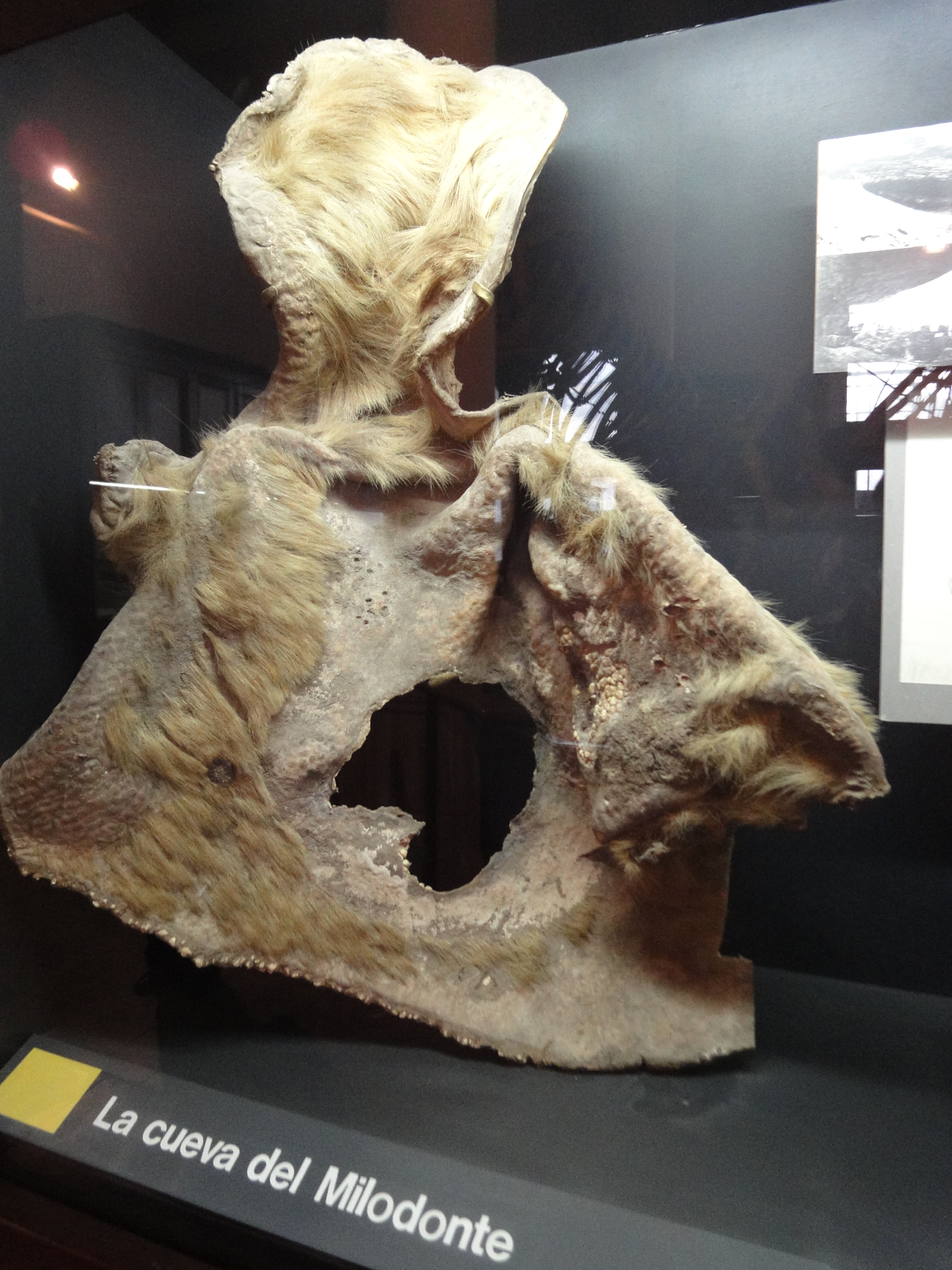
Couro preservado de Mylodon, exibido no Museu de La Plata, Argentina.

A anatomia das preguiças-gigantes é conhecida com bastante detalhe, graças a centenas de exemplares bem conservados encontrados em cavernas e nos poços de betume de La Brea, na Califórnia. Alguns exemplos encontram-se tão bem preservados que incluem tecidos fossilizados ou partes da pelagem de cor avermelhada, como os encontrados no famoso sítio paleontológico conhecido como Cova do Milodonte, no Chile.
Um pequeno grupo, de 5 espécies da familia Megatheriidae, pertencentes ao gênero Thalassocnus, é considerado tendo habito de vida semi-aquático, vivendo próximo à ambientes marinhos.
Os hábitos alimentares das preguiças-gigantes são igualmente bem conhecidos através do estudo dos seus coprólitos (fezes fossilizadas) e respectivo conteúdo vegetal. Sabe-se assim que estes animais eram exclusivamente herbívoros e que preferiam folhas e ramos de árvores. Eram, no entanto, bastante flexíveis e, em épocas de escassez, podiam consumir plantas desérticas, incluindo cactos.
A primeira tentativa de reconstrução anatómica de um conjunto de fósseis foi realizada em 1796 e o resultado foi interpretado por Georges Cuvier como uma forma de preguiça-gigante, que o naturalista classificou como Megatherium americanum.
Diversos museus de história natural pelo mundo apresentam exemplares de preguiças-gigantes em suas exposições, na América do Sul podendo ser vistos, por exemplo, nas exposições do Museu de La Plata, Argentina e Museu Nacional do Rio de Janeiro.

## Alguns gêneros
A taxonomia das preguiças-gigantes é complexa e polifilética, sendo alguns grupos mais próximos das preguiças atuais que de outras famílias de preguiças-gigantes.  
- Eremotherium;
- Glossotherium.
- Lestodon;
- Megalonyx;
- Megatherium;
- Mylodon;
- Nothrotheriops;
- Paramylodon;
- Selidotherium